# Xã White, Quận St. Louis, Minnesota
Xã White (tiếng Anh: White Township) là một xã thuộc quận St. Louis, tiểu bang Minnesota, Hoa Kỳ. Năm 2010, dân số của xã này là 3.229 người.